# Meraj Airlines
Meraj Airlines (in persiano: هواپیمایی معراج) è una compagnia aerea privata iraniana che ha hub presso l'Aeroporto Internazionale di Teheran-Mehrabad e l'aeroporto Internazionale di Teheran-Imam Khomeini.

## Servizi

### Cabina

#### Business
La Business Class è dotata di sedili con 150 gradi di reclinazione. Ai passeggeri viene offerto anche l'uso delle strutture lounge dell'aeroporto di Meraj.

#### Premium economy
Introdotta sugli Airbus A320, la Premium Economy di Meraj verrà implementata su tutti gli aeromobili a corto raggio. Offre posti a posti con più spazio, ci saranno comfort e servizi migliori.

#### Economy
I passeggeri ricevono pasti e bevande gratuite.

### Intrattenimento
I passeggeri della compagnia aerea possono utilizzare lo schermo principale di intrattenimento montato in cabina per guardare una varietà di programmi diversi tra cui clip, commedie, documentari ed eventi sportivi.

## Destinazioni
Al 2022, Meraj Airlines, oltre a diverse destinazioni nazionali, opera voli di linea verso Armenia, Iraq, Kuwait, Russia e Turchia.

## Flotta
A febbraio 2024 la flotta di Meraj Airlines è così composta: